# 69 (број)
69 је природан број који се јавља после броја 68, а претходи броју 70.

## У математици
69 је:
- срећни број.[1]
- полупрост број.[2]

## У науци
- атомски број тулијума.

## Остало
- 69, сексуална поза у којој се двоје људи налазе у положају у којем симултано упражњавају орални секс.